# Янсон, Адольф Александрович
Адольф Александрович Янсон (эст. Adolf Janson; 26 июля 1908 — 11 сентября 1974) — советский эстонский партийный деятель, депутат Верховного совета СССР 2-го созыва.

## Биография
В 1940 году входил в состав эстонской делегации, подписавшей документы о вхождении Эстонии в состав СССР.
C 1945 года — секретарь районного комитета КП(б) Эстонии в Вирумаа, по состоянию на 1946 год жил в г. Раквере, член ВКП(б).
В 1946 году избран депутатом Верховного совета СССР[уточнить] 2-го созыва (1946—1950) от избирательного округа Раквере.
О дальнейшей деятельности сведений нет. Умер в 1974 году, похоронен в Пярну.